# Argentat
Argentat je naselje in občina v južnem francoskem departmaju Corrèze regije Limousin. Leta 2009 je naselje imelo 3.345 prebivalcev.

## Geografija
Kraj leži v pokrajini Limousin ob reki Dordogne in njenem levem pritoku Maronne, 29 km jugovzhodno od Tulleja. Na ozemlju občine se nahaja hidroelektrarna kapacitete 48 MW, zgrajena sredi 20. stoletja.

## Uprava
Argentat je sedež istoimenskega kantona, v katerega so poleg njegove vključene še občine Albussac, Forgès, Ménoire, Monceaux-sur-Dordogne, Neuville, Saint-Bonnet-Elvert, Saint-Chamant, Saint-Hilaire-Taurieux, Saint-Martial-Entraygues in Saint-Sylvain s 6.026 prebivalci.
Kanton Argentat je sestavni del okrožja Tulle.

## Zanimivosti
- cerkev sv. Petra,
- most Le Pont de la République.

## Pobratena mesta
- Bad König (Hessen, Nemčija),
- Sakal (Senegal).